# Frank Diefenbacher
Frank Diefenbacher (ur. 19 marca 1982 roku w Pforzheim) – niemiecki kierowca wyścigowy.

## Kariera wyścigowa
Diefenbacher rozpoczął karierę w międzynarodowych wyścigach samochodowych w 1998 roku od startów w Niemieckiej Formule Ford 1800, gdzie czterokrotnie stawał na podium, w tym dwukrotnie na jego najwyższym stopniu. Z dorobkiem 104 punktów uplasował się tam na trzeciej pozycji w klasyfikacji generalnej. W późniejszych latach Niemiec pojawiał się także w stawce Brytyjskiej Formuły Ford, Formuły König, Niemieckiej Formuły 3, Europejskiego Pucharu Formuły 3, Masters of Formula 3, European Touring Car Championship, World Touring Car Championship, FIA GT Championship oraz V de V Challenge Endurance Moderne - Proto.
W World Touring Car Championship Niemiec został zgłoszony do francuskiej rundy w sezonie 2005. Jednak nie wystartował w żadnym wyścigu.